# Linsendurchbiegung
Die Durchbiegung von Linsen (englisch lens sag) ist eine optische Verformung bei Linsen. Die Linsendurchbiegung ist eine Folge des hohen Gewichts großer Fernrohrobjektive und verändert die berechnete Idealform der zusammengesetzten Linsen (Achromate).
Der Effekt begrenzt die maximale Größe eines Linsenfernrohrs. Durch die veränderte Idealform fallen die Beugungsscheibchen der Sterne nicht mehr genau symmetrisch aus. Ist das Fernrohr zum Zenit gerichtet, ist die Verformung symmetrisch, doch bei geneigtem Fernrohr werden die Objektivlinsen am Unterrand dicker als am Oberrand, was einen Abbildungsfehler ähnlich dem Astigmatismus erzeugt.
Eine große Linse ist zwar thermisch stabiler als ein Spiegel, ihre Durchbiegung ist aber wesentlich stärker als die eines gleich großen Hohlspiegels. Denn eine Linse kann von ihrer Fassung nur am Rand gestützt werden, während ein Spiegel auf seiner ganzen Fläche aufliegt.

## Geschichte
Theoretisch war das Problem schon im 18. Jahrhundert bekannt, war aber für die damaligen Objektiv-Durchmesser von maximal 30 cm noch zu vernachlässigen. Als in Europa die ersten Riesenteleskope gebaut wurden, beschränkten sich die 1875/80 die Universitätssternwarten von Wien und von Pulkowo (überwiegend freilich aus Kostengründen) auf 28 bzw. 30 Zoll Apertur.
Deutlich merkbar wurde die Linsenbiegung in den 1890er-Jahren, als der Trend in den USA zum Bau von Fernrohren mit über 35 Zoll führte. Beim 1897 gebauten Yerkes-Refraktor (102 cm) erschwerte die Verformung die geplanten Doppelstern-Projekte, beeinträchtigte aber die sehr erfolgreiche Astrofotografie nicht. In der Folge wurden daher keine größeren Linsenteleskope mehr gebaut, sondern stattdessen neuartige Spiegelteleskope konstruiert.